# John Morris (sceneggiatore)
John Morris (...) è uno sceneggiatore, produttore cinematografico e regista statunitense, meglio conosciuto per le sue collaborazioni con il regista Sean Anders, tra cui Spirited - Magia di Natale (2022), Daddy's Home (2015) e Come ti spaccio la famiglia (2013).

## Carriera
Nel 2005 ha iniziato la sua carriera di sceneggiatore scrivendo il finto documentario Never Been Thawed. Nel 2008, ha co-sceneggiato la commedia sexy Sex Movie in 4D. Ha co-scritto nel 2010 Un tuffo nel passato e Lei è troppo per me. L'anno successivo, ha scritto il film per famiglie I pinguini di Mr. Popper.
Ha guadagnato notorietà per aver scritto la sceneggiatura della commedia del 2013 Come ti spaccio la famiglia. Nel 2014 ha scritto i sequel Come ammazzare il capo 2 e Scemo & + scemo 2. Ha scritto il film del 2015 Daddy's Home e il suo sequel del 2017. Nel 2018 ha sceneggiato la commedia Instant Family. Ha co-scritto il film natalizio uscito su Apple TV+ Spirited - Magia di Natale.

## Filmografia

### Sceneggiatore
- Never Been Thawed (2005)
- Playing Chicken - film TV (2007)
- Sex Movie in 4D (Sex Drive) (2008)
- Lei è troppo per me (She's Out of My League) (2010)
- Un tuffo nel passato (Hot Tub Time Machine) (2010)
- I pinguini di Mr. Popper (Mr. Popper's Penguins) (2011)
- Come ti spaccio la famiglia (We're the Millers) (2013)
- Come ammazzare il capo 2 (Horrible Bosses 2) (2014)
- Scemo & + scemo 2 (Dumb and Dumber To) (2014)
- Daddy's Home (2015)
- Daddy's Home 2 (2017)
- Instant Family (2018)
- Spirited - Magia di Natale (Spirited) (2022)

### Produttore
- Playing Chicken - film TV, esecutivo (2007)
- Sex Movie in 4D (Sex Drive) (2008)
- Un tuffo nel passato (Hot Tub Time Machine) (2010)
- Indovina perché ti odio (That's My Boy) (2012) - esecutivo
- Come ammazzare il capo 2 (Horrible Bosses 2) (2014)
- Daddy's Home (2015)
- Daddy's Home 2 (2017)
- Instant Family (2018)
- Countdown (2019)
- Spirited - Magia di Natale (Spirited) (2022)

### Attore
- Never Been Thawed (2005)